# Baker Township (Missouri)
Pour les articles homonymes, voir Baker Township.
Baker Township est un ancien township, situé dans le comté de Linn, dans le Missouri, aux États-Unis,.
Le township est baptisé en référence à Samuel Baker, un commissaire du comté.